# Jean-Baptiste Salmson
Jean-Baptiste Salmson (21 janvier 1797 à Stockholm - 2 décembre 1859 à Paris) est un graveur de médailles et de pierres fines d'origine suédoise, installé à Paris en 1822.

## Biographie
Salmson a été l'élève de François Joseph Bosio et a conçu des médailles, des petits reliefs et des camées. Parmi ses œuvres les plus remarquables, on trouve une médaille de Gustav Ier. Salmson est représenté au Metropolitan Museum of Art par une médaille d'argent.
Il est le grand-père d'Émile Salmson (1859-1917), qui a fondé en 1889 la société Salmson, une entreprise spécialisée dans les pompes et les moteurs à vapeur, puis dans les avions et les automobiles.